# Ayouma
Pour plus de détails, voir Fiche technique et Distribution.
Ayouma est un film gabonais réalisé par Charles Mensah et Pierre-Marie Dong et sorti en 1978.

## Synopsis
Une jeune fille, Ndaboua, vient de se marier. Son père utilise l'argent de la dot qu'il a reçu d'Ayouma, le jeune mari, afin de se payer une nouvelle épouse. Ayouma et Ndaboua s'y opposent. Ayouma rencontre la future belle-mère pour discuter du problème, mais ces rencontres donnent lieu à de mauvaises interprétations et Ayouma finit par être assassiné.
Le film aborde la condition des femmes dans la société traditionnelle.

## Fiche technique
- Titre : Ayouma
- Réalisation : Charles Mensah et Pierre-Marie Dong
- Scénario : Joséphine Bongo
- Studio de production : Les Films gabonais
- Pays :  Gabon
- Langue : français
- Format : 35 mm, couleur
- Son : mono
- Durée : 80 minutes
- Date de sortie : 1978

## Distribution
- Fidèle Gómez
- Charlotte Ndong
- Daniel Odimbossoukou
- Jean-Bosco Pinobouni
- Vicky Tournier